# Ontario Professional Hockey League
L'Ontario Professional Hockey League est une ligue de hockey sur glace au Canada qui exista entre 1907 et 1911.

## Équipes qui ont fait partie de cette ligue

### 1908
- Dutchmen de Berlin
- Indians de Brantford
- Royaux de Guelph
- Club de hockey professionnel de Toronto

### 1909
- Dutchmen de Berlin
- Indians de Brantford
- Professionnels de Galt
- Royaux de Guelph
- Professionnels de Saint Catharines
- Club de hockey professionnel de Toronto

### 1910
- Dutchmen de Berlin
- Indians de Brantford
- Professionnels de Galt
- Colts de Waterloo

### 1911
- Dutchmen de Berlin
- Indians de Brantford
- Professionnels de Galt
- Colts de Waterloo